# Редфилд (Арканзас)
Редфилд (енгл. Redfield) град је у америчкој савезној држави Арканзас.

## Демографија
По попису из 2010. године број становника је 1.297, што је 140 (12,1%) становника више него 2000. године.
| Група             | 2000.         | 2010.         |
| Белци             | 1.061 (91,7%) | 1.171 (90,3%) |
| Афроамериканци    | 34 (2,9%)     | 62 (4,8%)     |
| Азијати           | 17 (1,5%)     | 7 (0,5%)      |
| Хиспаноамериканци | 28 (2,4%)     | 23 (1,8%)     |
| Укупно            | 1.157         | 1.297         |